# Mountain Home (Idaho)
Mountain Home è una città degli Stati Uniti d'America, situata nello Stato dell'Idaho, nella Contea di Elmore, della quale è anche il capoluogo.